# Bob Harvey
Bob Harvey (Burley, 17 novembre 1934 – Lancaster, 18 marzo 2025) è stato un contrabbassista statunitense.

## Biografia
Harvey esordì negli studi di registrazione suonando il banjo a fianco del cantante country Les Overstreet. Nel 1963 fu membro fondatore della formazione bluegrass Slippery Rock String Band nella quale suonava il contrabbasso. Due anni dopo, sfruttando le caratteristiche folk del suo stile musicale, accolse l’invito di Marty Balin – anch’egli proveniente dal folk – e fu reclutato come contrabbassista nel gruppo che Balin stava costituendo, divenendo così membro fondatore dei Jefferson Airplane che vedevano già la presenza di Paul Kantner. Poco dopo si unirono alla formazione Signe Toly Anderson, Jorma Kaukonen e Jerry Peloquin. La decisione della RCA di volere una strumentazione elettrica e uno stile che virasse al rock piuttosto che al folk determinò l’interruzione dell’esperienza nei Jefferson Airplane di Harvey che fu sostituito dal basso elettrico di Jack Casady.
Il musicista fece quindi rientro nella Slippery Rock String Band e successivamente si unì ai Catfish Wakely. Dopo essersi arruolato in Marina e avere svolto il ruolo di caporedattore dell’American Trucker Magazine, negli anni novanta tornò alle sue origini musicali bluegrass formando insieme a Brian Fowler i San Francisco Blue, gruppo che si allargò con l’ingresso del violinista Danny Taylor, del chitarrista Zack Lanier e della cantante Alesia Chester, mutando poi il nome in Georgia Blue dallo Stato di residenza dei suoi componenti.
Nel dicembre del 2019 è stata organizzata una mostra dal titolo Time Travel: Poetry, Art Music, and Memories from the ‘60s nella quale sono state esposte le centinaia di litografie derivate dai disegni che nei decenni Harvey ha realizzato affiancandoli alle pagine del suo diario giornaliero.
Bob Harvey è morto il 18 marzo 2025.

## Vita privata
Ebbe tre figli.